# Gerald Lee
Gerald Lee, né le 23 novembre 1987 à Uusikaupunki en Finlande, est un joueur américano-finlandais de basket-ball.

## Biographie
Le 13 septembre 2016, il signe au Mans Sarthe Basket. Lee joue trois matches avec Le Mans avant de quitter le club pour les Helsinki Seagulls.